# Champdieu
Champdieu település Franciaországban, Loire megyében. Lakosainak száma 2035 fő (2022. január 1.). Champdieu Montbrison, Chalain-d’Uzore, Châtelneuf, Essertines-en-Châtelneuf, Pralong, Saint-Paul-d’Uzore és Savigneux községekkel határos.

## Népesség
A település népességének változása:
| Lakosok száma | 858  | 1291 | 1355 | 1607 | 1819 | 1856 | 1919 | 1935 | 1978 | 2035 |
|               | 1968 | 1982 | 1990 | 2006 | 2013 | 2015 | 2017 | 2019 | 2020 | 2022 |